# Euphausia pacifica
Euphausia pacifica, ook wel de Arctische krill genoemd, is een soort krill dat leeft in de noordelijke Grote Oceaan.
In Japan wordt het isada krill of tsunonashi okiami genoemd. Het verspreidingsgebied reikt ongeveer van de Japanse Zee en het zuidwestelijke deel van de Zee van Ochotsk, via de Beringstraat en de Aleoeten en langs de kust van Noord-Amerika tot Californië.
Er wordt op deze krill gevist. Het jaarlijkse visquotum voor krill in de Japanse zee is door de Japanse visserijautoriteiten op 70.000 ton gesteld. Op kleinere schaal wordt ook op krill gevist in de wateren van Brits-Columbia.
E. pacifica is een belangrijke voedselbron voor diverse vissoorten, waaronder Pacifische kabeljauw, Alaskakoolvis, Spaanse makreel, zandspieringen, Pacifische heek, Pacifische haring, zandvis, Pacifische heilbot en Pacifische zalmen.